# Kyréna
Kyréna (řecky Κυρήνη, Kyréné) byla starověká řecká osada na severním pobřeží Afriky, nedaleko novodobého města Šahhát. Založili ji okolo roku 630 př. n. l. obyvatelé ostrova Théra asi 20 km od pobřeží Středozemního moře v úrodném údolí pohoří Džabal Achdar. Podle města nese východní část Libye dodnes jméno Kyrenaika. Zbytky města byly v roce 1982 zapsány na Seznam světového dědictví.
Podle legendy byl zakladatelem a prvním králem města Battus. Jeho potomci vládli až do roku 440 př. n. l., kdy byl vládce Arkesiláos IV. svržen a Kyréna se stala republikou pod ochranou Achaimenovské říše. Tvořila volný svazek zvaný Pentapolis (pět měst) se sousedními řeckými koloniemi Taucheira, Euesperides, Balagrae a Barké. V roce 327 př. n. l. se stal vládcem oblasti Ofelas, generál Alexandra Velikého, který byl ovšem formálně podřízen Ptolemaiovcům. Jeho nástupcem byl Magas, který v roce 274 př. n. l. vedl válku proti Egyptu, ale byl poražen a Kyrenaika zůstala součástí ptolemaiovského státu až do roku 74 př. n. l., kdy se stala římskou provincií. Byla zde početná židovská komunita, roku 115 se do jejího čela postavil muž jménem Lukuas a vyhlásil nezávislost na Římu, což vedlo ke krvavé válce. Město bylo vážně poničeno zemětřeseními v roce 262 a 365, definitivně se vylidnilo během arabské invaze v sedmém století.
Základem ekonomiky města bylo pěstování rostliny zvané silphium (pravděpodobně nějaký druh ločidla), žádané jako ochrana proti početí. Silphium bylo vyobrazeno na kyrénských mincích. Oblast Pentapolis produkovala také obilí, víno, ovoce a hovězí a skopové maso. Jako klíčový obchodní přístav sloužila Apollonia. Díky tomuto exportu město bohatlo a získalo přezdívku Africké Athény. Významná byla zejména svatyně zasvěcená Apollónovi. Ve městě vznikla filosofická kyrénská škola, pocházel odsud věhlasný zeměpisec Eratosthenés z Kyrény, básník Kallimachos z Kyrény a také postava z evangelií Šimon z Kyrény. Lucius z Kyrény je ve Skutcích apoštolů zmiňován jako jeden z prvních biskupů křesťanské církve.
V roce 2013 proběhly spory o vlastnictví pozemků, během nichž obyvatelé z okolí poničili část starověké nekropole.